# بوبفينغن
بوبفينغن (بالألمانية: Bopfingen) هي بلدة، مدينة وبلدة ألمانية تقع في ألمانيا في بادن-فورتمبيرغ. يقدر عدد سكانها بـ 12,487 نسمة .

## المدن التوأمة
مدن Beaumont وروسي (إميليا رومانيا) هي مدن توأمة لـبوبفينغن.